# Microleptes rallus
Microleptes rallus là một loài tò vò trong họ Ichneumonidae.